# راشيل جيدرون
راشيل ألبك جيدرون (بالعبرية: רחל אלבק-גדרון‏) (مواليد 1960) هي باحثة إسرائيلية متعددة التخصصات في الأدب العبري والأدب المقارن والفلسفة والفن.

## أبحاثها
في كتابها قرن الكائنات الدقيقة الأحاديه الخلية The Century of the Monads، ادعت ألبيك-جيدرون أن هناك تشابهًا كبيرًا وحتى علاقة بين الميتافيزيقيا الوراثية والافتراضات الأساسية للحداثة. يظهر هذا الادعاء في أنماط الفكر العلمي في القرن العشرين، في الحركات المركزية في الفن التشكيلي من نهاية القرن التاسع عشر إلى بداية القرن العشرين، وعلى وجه الخصوص، في نظرة العالم إلى تيار الوعي.
كما طورت نموذجًا نظريًا لوصف عملية إنشاء نسخ نصية وأنشأت طريقة للمقارنة بينها، سميت «النص الثالث».
تدرس ألبيك-جيدرون النطق الأشكنازي للغة العبرية على أنه سؤال ما بعد الحداثة، في جزء من مناقشة علم الاجتماع في مشكلة تُعرف باسم «اختراع التقاليد». كما قامت بتحليل عمل يويل هوفمان في ضوء الشاعرية الغربية والشرقية.
تعمل ألبك-جيدرون كأستاذ مشارك للأدب العبري في جامعة بار إيلان في إسرائيل. وفي عام 2007، تم تعيينها كأستاذة زائرة في جامعة ستانفورد ودرست دورة «الشرق والغرب الشرقي في الأدب الإسرائيلي: روايات يوئيل هوفمان».
درست ألبيك جيدرون لوحة واقعية مع الرسام إسرائيل هرشبرج في مدرسة استديو القدس.

## مؤلفاتها المُختارة
- قرن الكائنات الدقيقة الأحاديه الخلية من الميتافيزيقيا والحداثة في القرن العشرين، مطبعة جامعة بار إيلان.
- استكشاف الخيار الثالث: دراسة نقدية عن أعمال يوئيل هوفمان، بئر السبع: هيكشري، جامعة بن غوريون في النقب، كينيرت، زمورة-بيتان، مطابع دفير، 2016.
- "الطوطم والعمى في إسرائيل 2001: إجراءات الانتقاء الثقافي مقدمة في رواية العروس المتحررة The Liberated Bride، ميكان 4 (يناير 2005)، ص. 5-19.
- «المسودة التي تخلى عنها التاريخ:» رحلة إلى الشتاء «وإشعاع تابوت نوح كخطاب علاجية»، 5 (2005)، ص. 57-67.
- «المنفى والأصوات المكبوتة: في اللغة الأشكنازية من العبرية كمسألة ما بعد الحداثة»، دراسات القدس في الأدب العبري التاسع عشر (2003)، ص 69-90.

## روابط خارجية
- The homepage of Albek-Gidron at Bar-Ilan university
- "Exiled and Suppressed Voices: On the Ashkenazi Pronunciation of Hebrew as a Postmodernistic Question".
- [Review of] Rachel Albeck-Gidron: 'Exploring the Third Option', A Critical Study of Yoel Hoffmann's Works', Haaretz, Tarbut veSifrut (4 June 2016), http://www.haaretz.co.il/literature/study/.premium-1.2963737
- "Totem and blindness in Israel 2001: Cultural selection procedures presented in A.B. Yehoshua's novel 'The Liberated Bride' "

Mekablim Shabat with Dov Elboim https://www.youtube.com/watch?v=C-H26AyCNxY&spfreload=10